# M/S Nella Dan
M/S Nella Dan var et kombineret passager- og forsyningsskib fra det danske rederi J. Lauritzen A/S, der var specialiseret til at operere i polarklima. Det sejlede til Antarktis hvert år i 26 år fra 1962 - 1987. Få, måske ingen andre, skibe har kontinuerligt sejlet på Antarktis i så lang tid.

## Historie
Nella Dan blev bygget på Aalborg Skibsværft i 1961.
I 1962 blev skibet chartret af ANARE (Australian National Antarctic Research Expeditions) i 1962, som brugte Nella Dan fra de tidlige år af Australiens officielle antarktiske program indtil 1987.
I 1985 var Nella Dan fanget i 52 dage i tyk is ud for Enderby-kysten i Antarktis, indtil skibet kom fri 15. december 1985 takket været den stærke Japanske isbryder Shirase.
I 1987 blev Nella Dan ramt af dårligt vejr, da det forsynede basen på Macquarieøen, og med et katastrofalt resultat. Det sejlede fra Hobart 27. november 1987 under kaptajn Arne J. Sørensens kommando, og nåede frem til Macquarieøen 1. december, hvorefter skibet blev lagt til anker i Buckles Bay og, ifølge rapporten fra søforhøret, as close to the shore as was consistent with safety, in order to minimise the distance that the LARCS had to travel when transferring cargo and to facilitate the handling of the fuel transfer pipeline (”så tæt som muligt på kysten som sikkerheden tillod det for at minimere den afstand LARC'erne skulle tilbagelægge ved overførsel last og for at lette håndteringen af brændstofoverførslen”) (en LARC er et amfibiekøretøj (en); Lighter Amphibious Resupply Cargo vehicle).
Det var forventet at overførslen af last, som bl.a. inkluderede et parti cement, skulle vare 4 dage. Uvejret begyndte om morgenen 3. december og blev værre op ad dagen, og som et resultat begyndte skibet at drive mod land og det grundstødte tidligt på aftenen og som følge af en lækage strømmede vand ind i "bundkarret". Det lykkedes LARC’erne at evakuere størstedelen af besætningen, medens kaptajnen og tre officerer og bådsmanden blev om bord. Efterhånden som skibet var blevet tømt for last og olie blev det trukket løs 21. december.
Det lod sig ikke gøre at reparere skibet i Australien, nærmeste reparationssted ville være Singapore, så det ville blive et langt og dyrt slæb, som måske ikke ville være sikkert. Efter forgæves forsøg på at finde en løsning, der kunne redde skibet, besluttede J. Lauritzen A/S 23. december at Nella Dan skulle sænkes, hvilket skete 24. december efter at skibet var blevet tømt for mandskab og trukket til havs. Beslutningen om at sænke Nella Dan udløste stærke reaktioner i både Danmark og Australien.
I de 26 år Nella Dan var chartret for ANARES sejlede hun under ekstremt vanskelige forhold 910.000 km på i alt 85 ekspeditioner til Antarktis, der medbragte omtrent 5.000 personer. Når det var sommer på den nordlige halvkugle, blev hun også chartret af Kongelige Grønlandske Handel til sejladser til Arktis og totalt sejlede skibet 125 rejser til polaregnene.

## Karakteristika
På tidspunktet for sin konstruktion satte Nella Dan standarden for polarfartøjer. Skibets design som isbryder inkorporerede funktioner fra de andre Dan-skibe såsom udformningen af agterstavnen, isfinnerne og iskniven. En ny tilføjelse var dobbeltskroget i Nella Dans maskinrum og lastrum.
Andre skibe i Dan-flåden var Kista Dan (chartret af ANARE sommeren 1953 - 1954),, Thala Dan (chartret af ANARE sommeren 1957 - 1958) og Magga Dan (chartret af British Transantarctic Expedition i 1956 - 1957 og 1957 - 1958 sæsonerne og anvendt af ANARE indtil 1962).

## Navngivning
Nella Dan var navngivet efter Nelle Isabel Law (Nel Law) (1914 – 1990), en australsk kunstner og digter, der som hustru til forskeren, opdagelsesrejsende og første direktør for ANARE, Phillip Law, uanmeldt rejste med sin mand til Mawson Station i 1960 - 1961, og dermed blev den første australske kvinde, der satte sine fødder på Antarktis.